# ناحیه ریموند، شهرستان شمپین، ایلینوی
ناحیه ریموند، شهرستان شمپین، ایلینوی (به انگلیسی: Raymond Township) یک منطقهٔ مسکونی در ایالات متحده آمریکا است که در شهرستان شمپین، ایلینوی واقع شده‌است. ناحیه ریموند ۴۱۸ نفر جمعیت دارد و ۲۰۳ متر بالاتر از سطح دریا واقع شده‌است.